# Anyphaena obregon
Anyphaena obregon är en spindelart som beskrevs av Norman I. Platnick och Lau 1975. Anyphaena obregon ingår i släktet Anyphaena och familjen spökspindlar. Inga underarter finns listade i Catalogue of Life.